# Port lotniczy Djambala
Port lotniczy Djambala – port lotniczy położony w Djambala, w Republice Konga. Jest to czwarty co do wielkości port lotniczy tego kraju.